# Ricoh Open 2017
Il Ricoh Open 2017 è stata la XXVIII edizione del torneo di tennis giocato sull'erba, fino al 2009 noto come Ordina Open, dal 2010 al 2012 come UNICEF Open e dal 2013 al 2015 come Topshelf Open. Ha fatto parte della categoria ATP Tour 250 nell'ambito dell'ATP World Tour 2017 e della categoria International nell'ambito del WTA Tour 2017. È stato un evento combinato sia maschile che femminile e si è disputato all'Autotron park di 's-Hertogenbosch, nei Paesi Bassi, dal 12 a 18 giugno 2017.

## Partecipanti ATP

### Teste di serie
| Nazionalità | Giocatore        | Ranking* | Testa di serie |
| ----------- | ---------------- | -------- | -------------- |
| Croazia     | Marin Čilić      | 8        | 1              |
| Germania    | Alexander Zverev | 10       | 2              |
| Croazia     | Ivo Karlović     | 24       | 3              |
| Lussemburgo | Gilles Müller    | 27       | 4              |
| Belgio      | Steve Darcis     | 38       | 5              |
| Paesi Bassi | Robin Haase      | 46       | 6              |
| Francia     | Nicolas Mahut    | 48       | 7              |
| Regno Unito | Aljaž Bedene     | 52       | 8              |

* Ranking al 29 maggio 2017.

### Altri partecipanti
I seguenti giocatori hanno ricevuto una wild card per il tabellone principale:
- Tallon Griekspoor
- Stefan Kozlov
- Alexander Zverev

I seguenti giocatori sono passati al tabellone principale attraverso le qualificazioni:

- Tatsuma Itō
- Daniil Medvedev
- Dennis Novikov
- Vasek Pospisil

I seguenti giocatori sono entrati in tabellone come lucky loser:
- Julien Benneteau
- Jason Jung

## Partecipanti WTA

### Teste di serie
| Nazionalità | Giocatrice          | Ranking* | Testa di serie |
| ----------- | ------------------- | -------- | -------------- |
| Slovacchia  | Dominika Cibulková  | 7        | 1              |
| Francia     | Kristina Mladenovic | 14       | 2              |
| Paesi Bassi | Kiki Bertens        | 18       | 3              |
| Stati Uniti | Coco Vandeweghe     | 20       | 4              |
| Croazia     | Ana Konjuh          | 30       | 5              |
| Ungheria    | Tímea Babos         | 35       | 6              |
| Ucraina     | Lesia Tsurenko      | 42       | 7              |
| Rep. Ceca   | Kristýna Plíšková   | 44       | 8              |

* Ranking al 29 maggio 2017.

### Altre partecipanti
Le seguenti giocatrici hanno ricevuto una wild card per il tabellone principale:
- Dominika Cibulková
- Anna Kalinskaja
- Arantxa Rus

Le seguenti giocatrici sono passate dalle qualificazioni:

- Andrea Hlaváčková
- Miyu Katō
- Tamara Korpatsch
- Petra Krejsová
- Cornelia Lister
- Antonia Lottner

La seguente giocatrice è entrata in tabellone come lucky loser:
- Asia Muhammad

## Campioni

### Singolare maschile
Gilles Müller ha sconfitto in finale  Ivo Karlović con il punteggio di 7–6(5), 7–6(4).
- È il secondo titolo in carriera e in stagione per Müller.

### Singolare femminile
Anett Kontaveit ha sconfitto in finale  Natalia Vikhlyantseva con il punteggio di 6–2, 6–3.
- È il primo titolo in carriera per Kontaveit.

### Doppio maschile
Łukasz Kubot /  Marcelo Melo hanno sconfitto in finale  Raven Klaasen /  Rajeev Ram con il punteggio di 6–3, 6–4.

### Doppio femminile
Dominika Cibulková /  Kirsten Flipkens hanno sconfitto in finale  Kiki Bertens /  Demi Schuurs con il punteggio di 4–6, 6–4, [10–6].